# 洛格
洛格（转写：Loge；1611年—1621年），爱新觉罗氏，清太宗第二子。洛格生于明朝万历三十九年（1611年），生母是乌拉那拉继妃。他活了11岁。后金天命六年（1621年）十月，洛格病死，無谥号。